# Corindia robensis
Corindia robensis är en tvåvingeart som beskrevs av Daniel J. Bickel 1986. Corindia robensis ingår i släktet Corindia och familjen styltflugor. Inga underarter finns listade i Catalogue of Life.